# La Jeune Fille et le Vase de fleurs
La Jeune Fille et le Vase de fleurs – ou Le Nu rose – est un tableau réalisé par le peintre français Henri Matisse vers 1920. Cette huile sur toile représente une femme nue debout dans un intérieur face à un vase de fleurs. Partie de la collection Jean Walter et Paul Guillaume, l'œuvre est, depuis son rachat en 1959, conservée au musée de l'Orangerie, à Paris.